# Каледонијски канал
Каледонијски канал (енглески: Caledonian Canal) је канал на северу Шкотске који повезује Северни Атлантик са Северним морем.

## Карактеристике и историја градње
Каледонијски канал се протеже од Северног Атлантика на југозападу дуж котлине Глен Мур до североистока и Северног мора.
Још је Џемс Ват 1773. добио задатак од британске владе да осмисли пловни канал, повезујући низ слатководних језера; Лок Нес, Loch Oich и Loch Lochy. Изградња је започела тек 1803. под вођством Томасa Телфорда, а канал је отворен за пловидбу 1822., иако још није био потуно ни довршен све до 1847. Од североисточног улаза код залива Moray Firth до излаза на југозападу код залива Loch Linnhe, укупна дужина тог пловног пута износи око 100 km, али је од тог прокопано уливних канала у дужини од само 37 km.
Некада је Каледонијски канал био од велике економске важности, али данас то више није, јер се њиме служе само мањи рибарски бродови и пловила за разоноду. Данас је он преуски (и преплитки) да би њиме могли пловити сaвремени океански бродови. Максимална димензија бродова који могу пловити канaлом је 45.72 x 10.7 m. На каналу је изграђено укупно 29 закона која омогућују бродовима да премосте висинске разлике и десет мостова. Два највећа града су Inverness на источном улазу, и Форт Вилијам на западном излазу.